# Juan de Mariana
Juan de Mariana (Talavera de la Reina, 1536 – Toledo, 16 febbraio 1624) è stato un gesuita, teologo e storico spagnolo.
È considerato, insieme a Baltasar Gracián, Pedro de Ribadeneira, Juan Eusebio Nieremberg e Francisco Suárez uno dei più importanti autori gesuiti del Siglo de Oro e della scuola di Salamanca.

## Biografia
Mariana studiò presso l'Università Complutense di Alcalá de Henares ed è entrò nella Compagnia di Gesù nel gennaio del 1554 all'età di 17 anni. Dopo aver completato gli studi ad Alcalá, nel 1561 fu inviato dai suoi superiori a insegnare filosofia e teologia al Collegio Romano. Mariana rimase a insegnare a Roma per quattro anni ed ebbe tra i suoi studenti il futuro cardinale Roberto Bellarmino.
Dopo un breve soggiorno in una casa professa gesuita in Sicilia, nel 1569 Mariana fu inviato a Parigi, per occupare la cattedra di Teologia all'Università. Si distinse, soprattutto per i suoi commenti agli scritti di San Tommaso d'Aquino che attirarono un vasto pubblico. Nel 1574, per problemi di salute, gli fu permesso di tornare in Spagna. Mariana si ritirò nella Casa professa dei Gesuiti di Toledo, dove si dedicò alla scrittura dei suoi libri.
Nel 1578 fu nominato censore degli otto volumi della Bibbia Poliglotta pubblicata ad Anversa tra il 1568 e il 1572 sotto la direzione dell'umanista Benito Arias Montano; dopo due anni di studio Mariana espresse un parere positivo sull'opera di Montano.
La reputazione di Mariana era tale che da allora gli vennero affidati altri lavori ugualmente delicati, come la supervisione del Manuale per l'amministrazione dei sacramenti, la rielaborazione degli Atti dei concili diocesani di Toledo del 1582, l'esame delle edizioni di Henri Estienne (1569) e di Jean Harlem (1574) del Nuovo Testamento greco e la redazione dell'Index librorum prohibitorum diretta dal cardinale Gaspar de Quiroga y Vela (1583).
Mentre svolgeva questi incarichi, Mariana collaborò all'edizione critica delle opere del Vescovo Isidoro di Siviglia curata da Juan De Grial (1599) e si dedicò alla redazione delle sue opere principali. La morte lo sorprese a Toledo all'età di ottantasette anni, nel 1624, mentre lavorava ai suoi Scholia in Vetus et Novum Testamentum, opera di esegesi biblica basata sul testo della Vulgata e dedicata al suo antico studente Roberto Bellarmino.

## Opere

### LeHistoriae de rebus Hispaniae

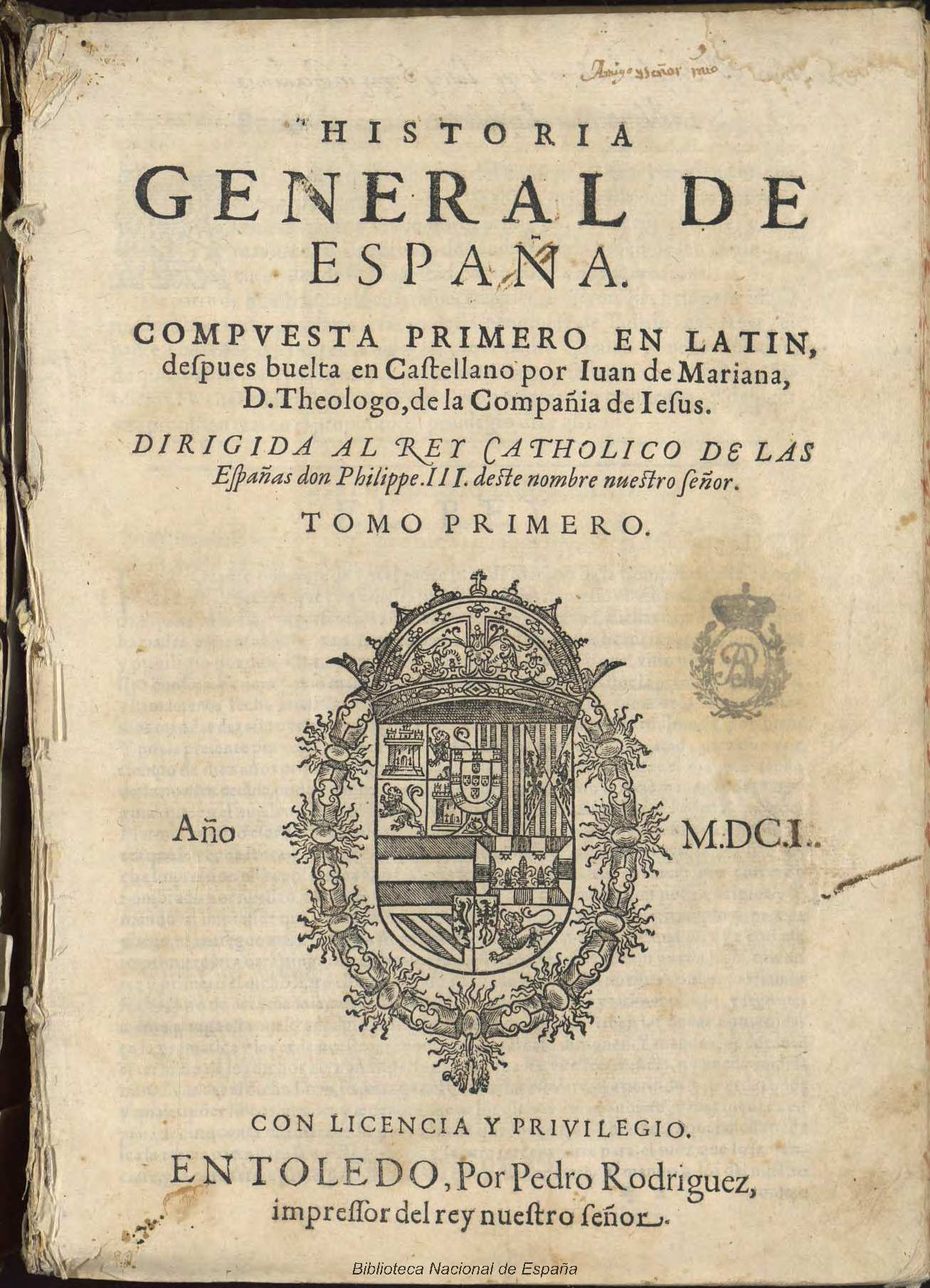
Historia general de España (1601)

La principale opera di Mariana, le Historiae de rebus Hispaniae, fu pubblicata per la prima volta a Toledo nel 1592; Mariana vi aggiunse dieci libri nel 1605, aggiornando il suo lavoro fino all'ascesa al trono di Carlo V nel 1519. Questa edizione ricevette l'imprimatur del provinciale nel 1604. L'opera fu così ben accolta che Mariana fu spinto realizzarne una versione in spagnolo (Historia general de España, Toledo 1601) seguita da un Sumario (1616-17, ampliato nel 1623) che la continua fino all'ascesa al trono di Filippo IV nel 1621.
La Historia general de España fu letta avidamente per tutti i secoli XVII e XVIII, e divenne quasi la versione ufficiale della storia spagnola fino a all'Ottocento, quando fu sostituita dalla Historia General de España (1850-1867) di Modesto Lafuente. Nonostante ciò, l'opera fu molto letta anche nel corso dell'Ottocento, specialmente nell'edizione contenuta nelle Obras del padre Juan de Mariana, stampate nel 1864 nei voll. XXIX e XXX della Biblioteca de Autores Españoles con una prefazione di Francesc Pi i Margall.
Prodotto letterario tipicamente umanistico, le Historiae di Mariana, sebbene talvolta prive di spirito critico, sono ancor oggi ammirate per il rigore della ricerca e la sagacia dello stile.

### Opere politiche ed economiche

#### De rege et regis institutione
Tra le altre opere di Mariana, la più notevole è il trattato De rege et regis institutione (Il re e l'istituzioni reale) pubblicato nel 1599. Quest'opera fu scritta su richiesta dei tutori dei principi spagnoli e finanziata da Filippo II, ma fu dedicata a Filippo III, nel frattempo diventato re. Il lavoro fu ben accolto in Spagna specialmente dal Re che si voleva presentare come un "padre del popolo" vicino ai suoi sudditi.
Nonostante la buona accoglienza in patria, alcune opinioni espresse nel De rege destarono scandalo in Europa. Particolarmente criticato fu il capitolo VI del primo libro dell'opera (An tyrannum opprimere fas sit) in cui Mariana giustifica moralmente il tirannicidio, in certe circostanze eccezionali e per espressione della volontà popolare. In particolare Mariana considera moralmente legittimo esautorare dal comando (imperio deijcere) un sovrano che abusi del suo potere e leda la religione cattolica e che, qualora le circostanze lo richiedano (rebus exigentibus), sia possibile addirittura punirlo con la morte (morte plectere). Alla liceità della pratica del tirannicidio, Mariana giunge solo dopo un attento esame delle sei forme di governo possibili, seguendo - non senza spirito critico - la Politica di Aristotele. Inoltre, il gesuita spagnolo ha chiaramente distinto i tiranni in due tipi: l'usurpatore del potere, che dunque può essere eliminato senza remore, e il re legittimo che si fa tiranno. In questo secondo caso, egli ritiene lecito agire contro il tiranno solo dopo aver cercato di ottenere da lui un rinsavimento. In ogni caso si deve agire, secondo Mariana, sempre col consenso unanime di tutto lo stato, e non per decisione di una singola classe sociale o di molto uomini savi.
L'opera fu duramente contestata soprattutto in Francia, dove era ancora fresco il ricordo dell'uccisione di re Enrico III ad opera di Jacques Clément, un domenicano vicino alla Lega cattolica. Le critiche colpirono tutta la Compagnia di Gesù e indussero il Preposito generale Claudio Acquaviva a condannare il De rege. Mariana si vide così costretto a rielaborare l'opera, ripubblicandola in una nuova edizione riveduta a Magonza nel 1605.
Tuttavia, quando il re Enrico IV di Francia fu assassinato (maggio 1610), si scatenò una vera e propria tempesta contro Mariana e i gesuiti in generale. Per ordine del Parlamento di Parigi, il libro fu bruciato pubblicamente il 4 luglio 1610. Il Preposito Generale proibì ai gesuiti di difendere l'idea che potesse essere lecito uccidere un tiranno. Nonostante le prese di distanza e sebbene Ravaillac, l'assassino del re francese, avesse dichiarato di non conoscere il De rege, l'opera di Mariana contribuì notevolmente alla nascita della teoria del complotto gesuita.

#### De mutatione monetae
Il volume Tractatus VII. theologici et historici pubblicato da Mariana a Colonia nel 1609, che includeva in particolare i trattati De morte et immortalitate, e De mutatione monetae (che destò scandalo per le dure accuse di corruzione al sistema fiscale spagnolo) fu messo all'Indice e causò la condanna di Mariana ad un breve periodo di confino in un monastero francescano da parte dall'Inquisizione.
Secondo Marjorie Grice-Hutchinson, economista specializzata nella Scuola di Salamanca, il De mutatione monetae prefigura le teorie economiche della Scuola di Vienna in linea con le opere di Tommaso d'Aquino e dei filosofi neoscolastici, come Luis de Molina.

## Opere principali
- (LA) Juan de Mariana, Historiae de rebus hispaniae Libri XXX: cum indice copioso, et explicatione vocum obscuriorum, edizione del 1605, Moguntiae, typis Balthasaris Lippii, impensis heredum Andreæ Wecheli, 1605. URL consultato il 16 luglio 2019.
- (LA) Juan de Mariana, De Rege et regis institutione Libri tres ad Philippum III Hispaniae regem catholicum, Toleti, Apud Petrum Rodericum typo. Regium, 1599. URL consultato il 16 luglio 2019.
- (LA) Juan de Mariana, Ioannis Marianae hispani e Socie. Iesu, De ponderibus et mensuris, Toleti, apud Thomam Gusmanium, 1599. URL consultato il 16 luglio 2019.
- De monetae mutatione (1609);
- Bibliothecae Photii Epitome Latine a Io. Mariano facta: Epitome latina della Biblioteca di Fozio, realizzata da Mariana a Toledo e mai pubblicata per motivi non chiariti. Si tratta della prima traduzione latina, ancorché compendiata, dell'opera foziana. Ci è giunta in un manoscritto conservato presso la British Library[5]. Il manoscritto fu tenuto presente dal confratello di Mariana, André Schott, nella prima traduzione integrale latina della Biblioteca di Fozio.[6] Recentemente in Italia è stata pubblicata un'edizione critica dell'opera di Mariana.[7])